# Amaury
Amaury är en ort i Mauritius.   Den ligger i distriktet Rivière du Rempart, i den västra delen av landet, 17 km öster om huvudstaden Port Louis. Amaury ligger 129 meter över havet och antalet invånare är 2 912. Den ligger på ön Mauritius.
Terrängen runt Amaury är platt åt nordost, men åt sydväst är den kuperad.  Närmaste större samhälle är Port Louis, 17,1 km väster om Amaury. I omgivningarna runt Amaury växer i huvudsak städsegrön lövskog.